# Mariann Budde
Mariann Edgar Budde (née Edgar; Summit, 10 de dezembro de 1959) é uma prelada da Igreja Episcopal americana, que serve como bispa de Washington desde novembro de 2011. Antes de ser eleita a primeira bispa diocesana de Washington, serviu por dezoito anos como reitora da Igreja Episcopal St, John's, em Minneapolis.

## Primeiros anos e educação
Mariann Budde nasceu em 10 de dezembro de 1959 em Summit, Nova Jersey, de mãe sueco-americana, Ann Björkman (1931–2024), e de pai americano, William Edgar. Ela cresceu na seção Flanders de Mount Olive Township, Nova Jersey, frequentando a West Morris Mount Olive High School, e também no Colorado, após o divórcio de seus pais.
Ela concluiu seu trabalho de graduação na Universidade de Rochester em 1982, obtendo o título de bacharel em História magna cum laude. Recebeu seus títulos de Mestre em Divindade (1989) e Doutor em Ministério (2008) do Seminário Teológico da Virgínia.

## Carreira

### Início de carreira
Budde trabalhou no ministério urbano no Arizona e depois como missionária em Honduras antes de se juntar ao clero. Ela foi aceita como postulante na Igreja Episcopal aos 24 anos. Foi ordenada diaconisa em 28 de maio de 1988 e presbítera em 4 de março de 1989. Seu primeiro cargo após o seminário foi como clériga assistente na Trinity Episcopal Church em Toledo, Ohio. Tornou-se reitora da Igreja Episcopal de St. John em Minneapolis, Minnesota, em 1993, e serviu 18 anos nessa posição. Budde citou frequentemente o milagre dos pães e peixes como o fundamento do seu ministério.

### Bispa de Washington
Budde foi eleita a nona bispo de Washington em 18 de junho de 2011, em uma convenção especial na Catedral Nacional de Washington para substituir o bispo aposentado, John Bryson Chane. Foi consagrada na catedral em 12 de novembro daquele ano, tornando-se a primeira mulher bispa diocesana de Washington. Sua consagradora foi Katharine Jefferts Schori, com Brian Prior, Mark M. Beckwith, John Bryson Chane e Mary Glasspool como co-consagradores. Como bispa, ela dirige a Diocese Episcopal de Washington, que compreende 86 congregações episcopais e 10 escolas episcopais no Distrito de Columbia e em quatro condados de Maryland: Montgomery, Prince George's, Charles e St. Mary's. Ela também atua como presidente da Fundação da Catedral Episcopal Protestante, e como membro ex officio do Conselho de Administração da Escola Nacional da Catedral.
Seu primeiro sermão na Catedral Nacional, assistido por 2.000 pessoas, foi o primeiro desde que um terremoto danificou a catedral vários meses antes. 
Como bispo, Budde supervisionou a remoção dos vitrais da Catedral Nacional de Washington em homenagem aos generais confederados Robert E. Lee e Stonewall Jackson. No lugar das janelas antigas (doadas em 1953 pelas Filhas Unidas da Confederação), foram instaladas novas janelas representando a luta pelos direitos civis dos afro-americanos (intituladas Now and Forever e executadas por Kerry James Marshall).
Em outubro de 2018, Budde presidiu, com Gene Robinson, o primeiro bispo episcopal abertamente gay, o enterro de Matthew Shepard na Catedral Nacional. Os pais de Shepard hesitaram por anos em enterrar os restos mortais de Shepard por medo de que ativistas anti-gays vandalizassem o local, mas devido ao apoio de Budde e Robinson, eles sentiram que seus restos mortais estariam seguros na Catedral Nacional.
Em junho de 2020, em meio aos protestos de George Floyd em Washington, DC, Budde criticou o uso da polícia e das tropas da Guarda Nacional para expulsar à força os manifestantes da Praça Lafayette antes da pose do presidente Donald Trump para uma foto em frente à Igreja de St. John, permitindo seu uso "como pano de fundo para uma mensagem antitética aos ensinamentos de Jesus".
Em agosto de 2020, Budde ofereceu a bênção no encerramento da segunda noite da Convenção Nacional Democrata de 2020.
Em setembro de 2024, Budde foi uma dos cerca de 200 líderes e acadêmicos cristãos a assinar uma carta aberta apelando à preservação da democracia pluralista e à oposição ao governo autoritário, um imperativo da fé cristã. A declaração descreveu os equilíbrios da democracia e as proteções constitucionais como meios indispensáveis para conter as "tendências humanas de dominar, rebaixar e explorar" e, assim, cumprir os princípios cristãos (como o chamado para ser pacificadores, a crença de que os humanos são criados à imagem de Deus e a injunção de amar o inimigo). Budde disse ao Religion News Service que acreditava que abordar as disparidades de riqueza, preservar o pluralismo religioso e servir como pacificadores fazem parte da responsabilidade cristã.

#### Culto da posse presidencial
Em 21 de janeiro de 2025, um dia após a segunda posse de Donald Trump como presidente, Budde fez a homilia no serviço de oração inter-religioso tradicionalmente realizado na Catedral Nacional de Washington após cada posse presidencial. Também estavam presentes o novo vice-presidente, JD Vance; o presidente da Câmara, Mike Johnson; e Pete Hegseth, indicado por Trump como secretário de defesa. No sermão, Budde dirigiu-se a Trump, que estava sentado no primeiro banco, pedindo-lhe que demonstrasse misericórdia e compaixão para com as pessoas vulneráveis, dizendo: "Milhões depositaram a sua confiança em você. E como disse à nação ontem, você sentiu a mão providencial de um Deus amoroso. Em nome do nosso Deus, peço-lhe que tenha misericórdia das pessoas do nosso país que estão agora assustadas." Budde citou especificamente as comunidades LGBTQ+, os imigrantes e os refugiados que fogem da guerra nos seus países.
Após o culto, Trump menosprezou Budde como uma "suposta bispa" e "esquerdista radical linha-dura que odeia Trump" em seu site de mídia social Truth Social. Trump chamou o culto de "muito chato" e exigiu um pedido de desculpas de Budde e da Igreja Episcopal. Os aliados de Trump também atacaram Budde; o pastor evangélico Robert Jeffress condenou a bispa por ter "insultado em vez de encorajado o nosso grande presidente" enquanto o congressista republicano Mike Collins disse que Budde (que é cidadã dos EUA) "deveria ser adicionada à lista de deportação". De acordo com o Baptist News Global, Megan Basham e outras figuras religiosas de extrema-direita usaram o incidente para pressionar as suas opiniões contra a ordenação de mulheres como pastoras. As observações de Budde foram bem recebidas pela defensora dos direitos civis Bernice King, pelo biógrafo do Papa Francisco, Austen Ivereigh, e por outras figuras públicas.
Budde recusou-se a responder à reação de Trump à sua mensagem; em entrevistas, ela descreveu seu sermão como bastante brando, com a mensagem pretendida ao novo presidente de que "O país foi confiado a você. E uma das qualidades de um líder é a misericórdia." Budde disse que a unidade requer misericórdia, humildade e a defesa da dignidade humana; ela alertou contra a "cultura de desprezo" da América, bem como os danos das narrativas polarizadas.
A polícia de DC investigou telefonemas ameaçadores feitos a Budde após o serviço.

## Reconhecimento e honrarias
Budde recebeu o título honorário de Doutora em Divindade do Seminário Teológico da Virgínia em 2012.

## Vida pessoal
Budde se casou com seu marido Paul Edgar em 1986. Eles têm dois filhos.

## Publicações
- Gathering Up The Fragments: Preaching as Spiritual Practice. Lima, Ohio: CSS Pub. Co., Inc. 2009. ISBN 978-0-7880-2605-8
- Receiving Jesus: The Way of Love. New York: Church Publishing. 2019. ISBN 978-1-64065-240-8 with a foreword written by Presiding Bishop Michael Curry.[41]
- How We Learn to Be Brave: Decisive Moments in Life and Faith. New York: Penguin. 2023. ISBN 978-0-593-53921-7